# Liste der olympischen Medaillengewinner aus dem Vereinigten Königreich/N–Z
Zurück zur Liste der olympischen Medaillengewinner aus dem Vereinigten Königreich
- Medaillengewinner A bis F
- Medaillengewinner G bis M

Bislang konnten Sportler aus dem Vereinigten Königreich 1015 olympische Medaillen erringen (310 × Gold, 345 × Silber und 360 × Bronze).

## Medaillengewinner

### N
- Anthony Nash – Bobsport (1-0-0)
Innsbruck 1964: Gold, Zweierbob Männer
- George Nash – Rudern (1-0-1)
London 2012: Bronze, Zweier ohne Steuermann
Rio de Janeiro 2016: Gold, Vierer ohne Steuermann
- Philip Neame – Schießen (1-0-0)
Paris 1924: Gold, Laufender Hirsch Team Männer
- Daryll Neita – Leichtathletik (0-1-2)
Rio de Janeiro 2016: Bronze, 4 × 100 m Frauen
Tokio 2020: Bronze, 4 × 100 m Frauen
Paris 2024: Silber, 4 × 100 m Frauen
- Acer Nethercott – Rudern (0-1-0)
Peking 2008: Silber, Achter Männer
- Mary Nevill – Hockey (0-0-1)
Barcelona 1992: Bronze, Frauen
- Sybil Newall – Bogenschießen (1-0-0)
London 1908: Gold, National Round Frauen
- George Newberry – Radsport (0-0-1)
Helsinki 1952: Bronze, 4000 m Teamverfolgung Männer
- Alan Newton – Radsport (0-0-1)
Helsinki 1952: Bronze, 4000 m Teamverfolgung Männer
- Chris Newton – Radsport (0-1-2)
Sydney 2000: Bronze, 4000 m Teamverfolgung Männer
Athen 2004: Silber, 4000 m Teamverfolgung Männer
Peking 2008: Bronze, Punktefahren Männer
- George Nevinson – Wasserball (1-0-0)
London 1908: Gold, Männer
- Herbert Nicol – Rugby (0-0-1)
Paris 1900: Bronze, Männer
- William Nichol – Leichtathletik (0-1-0)
Paris 1924: Silber, 4 × 100 m Männer
- John Nicholas – Fußball (1-0-0)
Paris 1900: Gold, Männer
- Mandy Nicholls – Hockey (0-0-1)
Barcelona 1992: Bronze, Frauen
- Thomas Nicholls – Boxen (0-1-0)
Melbourne 1956: Silber, Federgewicht Männer
- Alfred Nichols – Leichtathletik (0-1-0)
Antwerpen 1920: Silber, Querfeldeinlauf Team Männer
- Guy Nickalls – Rudern (1-2-0)
London 1908: Gold, Achter Männer
Antwerpen 1920: Silber, Achter Männer
Amsterdam 1928: Silber, Achter Männer
- Patteson Nickalls – Polo (1-0-0)
London 1908: Gold, Männer
- George Nicol – Leichtathletik (0-0-1)
Stockholm 1912: Bronze, 4 × 400 m Männer
- Henry Nicoll – Reiten (0-0-1)
London 1948: Bronze, Springreiten Team
- Laviai Nielsen – Leichtathletik (0-0-2)
Paris 2024: Bronze, 4 × 400 m Mixed
Paris 2024: Bronze, 4 × 400 m Frauen
- Lina Nielsen – Leichtathletik (0-0-1)
Paris 2024: Bronze, 4 × 400 m Frauen
- Danny Nightingale – Moderner Fünfkampf (1-0-0)
Montréal 1976: Gold, Team Männer
- Paul Nihill – Leichtathletik (0-1-0)
Tokio 1964: Silber, 50 km Gehen Männer
- Robert Nisbet – Rudern (0-1-0)
Amsterdam 1928: Silber, Zweier ohne Steuermann
- Charles Nix – Schießen (0-1-0)
London 1908: Silber, Laufender Hirsch Team Männer
- Alan Noble – Hockey (1-0-0)
London 1908: Gold, Männer
- Evan Baillie Noel – Rackets (1-0-1)
London 1908: Gold, Einzel Männer
London 1908: Bronze, Doppel Männer
- Philip Noel-Baker – Leichtathletik (0-1-0)
Antwerpen 1920: Silber, 1500 m Männer
- Malcolm Nokes – Leichtathletik (0-0-1)
Paris 1924: Bronze, Hammerwurf Männer
- Arthur Norris – Tennis (0-0-2)
Paris 1900: Bronze, Doppel Männer
Paris 1900: Bronze, Einzel Männer
- Richard Norris – Hockey (0-0-1)
Helsinki 1952: Bronze, Männer
- Dan Norton – Rugby (0-1-0)
Rio de Janeiro 2016: Silber, Männer
- Neil Nugent – Hockey (0-0-1)
Helsinki 1952: Bronze, Männer
- Anthony Nunn – Hockey (0-0-1)
Helsinki 1952: Bronze, Männer

### O
- Gary Oakes – Leichtathletik (0-0-1)
Moskau 1980: Bronze, 400 m Hürden Männer
- Heather Oakes – Leichtathletik (0-0-1)
Los Angeles 1984: Bronze, 4 × 100 m Frauen
- Henry Oberholzer – Turnen (0-0-1)
Stockholm 1912: Bronze, Teammehrkampf Männer
- Rupert Obholzer – Rudern (0-0-1)
Atlanta 1996: Bronze, Vierer ohne Steuermann
- Terence O’Brien – Rudern (0-1-0)
Amsterdam 1928: Silber, Zweier ohne Steuermann
- Siobhan-Marie O’Connor – Schwimmen (0-1-0)
Rio de Janeiro 2016: Silber, 200 m Lagen Frauen
- Dorothy Odam-Tyler – Leichtathletik (0-2-0)
Berlin 1936: Silber, Hochsprung Frauen
London 1948: Silber, Hochsprung Frauen
- Anthony Ogogo – Boxen (0-0-1)
London 2012: Bronze, Mittelgewicht Männer
- Christine Ohuruogu – Leichtathletik (1-1-2)
Peking 2008: Gold, 800 m Frauen
Peking 2008: Bronze, 4 × 400 m Frauen
London 2012: Silber, 400 m Frauen
Rio de Janeiro 2016: Bronze, 4 × 400 m Frauen
- Victoria Ohuruogu – Leichtathletik (0-0-1)
Paris 2024: Bronze, 4 × 400 m Frauen
- George Con O’Kelly – Boxen (1-0-0)
London 1908: Gold, Schwergewicht Männer
- Marilyn Okoro – Leichtathletik (0-0-1)
Peking 2008: Bronze, 4 × 400 m Frauen
- Sam Oldham – Turnen (0-0-1)
London 2012: Bronze, Teammehrkampf Männer
- Albert Leonard Oldman – Boxen (1-0-0)
London 1908: Gold, Schwergewicht Männer
- Violet Olney – Leichtathletik (0-1-0)
Berlin 1936: Silber, 4 × 100 m Frauen
- Sean Olsson – Bob (0-0-1)
Nagano 1998: Bronze, Viererbob Männer
- Harcourt Ommundsen – Schießen (0-2-0)
London 1908: Silber, Armeegewehr Team Männer
Stockholm 1912: Silber, Armeegewehr Team Männer
- Anyika Onuora – Leichtathletik (0-0-1)
Rio de Janeiro 2016: Bronze, 4 × 400 m Frauen
- Percy O’Reilly – Polo (0-1-0)
London 1908: Silber, Männer
- John Osborn – Segeln (1-0-0)
Montréal 1976: Gold, Tornado Männer
- Ann Osgerby – Schwimmen (0-1-0)
Moskau 1980: Silber, 4 × 100 m Lagen Frauen
- David Ottley – Leichtathletik (0-1-0)
Los Angeles 1984: Silber, Speerwurf Männer
- Steve Ovett – Leichtathletik (1-0-1)
Moskau 1980: Gold, 800 m Männer
Moskau 1980: Bronze, 1500 m Männer
- Edward Owen – Leichtathletik (0-1-1)
London 1908: Silber, 5 Meilen Männer
Stockholm 1912: Bronze, 3000 m Team Männer
- Ryan Owens – Radsport (0-1-0)
Tokio 2020: Silber, Teamsprint Männer
- Lily Owsley – Hockey (1-0-1)
Rio de Janeiro 2016: Gold, Frauen
Tokio 2020: Bronze, Frauen

### P
- Ann Packer – Leichtathletik (1-1-0)
Tokio 1964: Gold, 800 m Frauen
Tokio 1964: Silber, 400 m Frauen
- Walter Padgett – Schießen (0-1-0)
London 1908: Silber, Armeegewehr Team Männer
- Bryony Page – Trampolinturnen (1-1-1)
Rio de Janeiro 2016: Silber, Frauen
Tokio 2020: Bronze, Frauen
Paris 2024: Gold, Frauen
- Edgar Page – Hockey (1-0-0)
London 1908: Gold, Männer
- Charles Palmer – Schießen (1-1-0)
London 1908: Gold, Tontauben Team Männer
Stockholm 1912: Silber, Trap Team Männer
- Paul Palmer – Schwimmen (0-1-0)
London 2012: Silber, 400 m Freistil Männer
- Veryan Pappin – Hockey (1-0-1)
Los Angeles 1984: Bronze, Männer
Seoul 1988: Gold, Männer
- Angelo Parisi – Judo (0-0-1)
München 1972: Bronze, Offene Klasse
- James Parke – Tennis (0-1-0)
London 1908: Silber, Doppel Männer
- Adrian Parker – Moderner Fünfkampf (1-0-0)
Montréal 1976: Gold, Team Männer
- Bridget Parker – Reiten (1-0-0)
München 1972: Gold, Vielseitigkeit Team
- Johnson Parker-Smith – Lacrosse (0-1-0)
London 1908: Silber, Männer
- William Parker – Rudern (0-1-0)
Stockholm 1912: Silber, Achter Männer
- Frank Parks – Boxen (0-0-1)
London 1908: Bronze, Schwergewicht Männer
- Edward Parnell – Schießen (0-1-0)
Stockholm 1912: Silber, Armeegewehr Team Männer
- Dominic Parsons – Skeleton (0-0-1)
Pyeongchang 2018: Bronze, Männer
- Alex Partridge – Rudern (0-1-1)
Peking 2008: Silber, Achter Männer
London 2012: Bronze, Achter Männer
- Mabel Parton – Tennis (0-0-1)
Stockholm 1912: Bronze, Einzel (Halle) Frauen
- Alan Pascoe – Leichtathletik (0-1-0)
München 1972: Silber, 4 × 400 m Männer
- Anne Pashley – Leichtathletik (0-1-0)
Melbourne 1956: Silber, 4 × 100 m Frauen
- Luke Patience – Segeln (0-1-0)
London 2012: Silber, 470er Männer
- Cassie Patten – Schwimmen (0-0-1)
Peking 2008: Bronze, 10 km Marathon Frauen
- Rodney Pattison – Segeln (2-1-0)
Mexiko-Stadt 1968: Gold, Flying Dutchman Männer
München 1972: Gold, Flying Dutchman Männer
Montréal 1976: Silber, Flying Dutchman Männer
- Stephen Parry – Schwimmen (0-0-1)
Athen 2004: Bronze, 200 m Schmetterling Männer
- Ernest Payne – Radsport (1-0-0)
London 1908: Gold, 4000 m Teamverfolgung Männer
- Keri-Anne Payne – Schwimmen (0-1-0)
Peking 2008: Silber, 10 km Marathon Frauen
- William Peacock – Wasserball (1-0-0)
Antwerpen 1920: Gold, Männer
- John Peake – Hockey (0-1-0)
London 1948: Silber, Männer
- Adam Peaty – Schwimmen (3-3-0)
Rio de Janeiro 2016: Gold, 100 m Brust Männer
Rio de Janeiro 2016: Silber, 4 × 100 m Lagen Männer
Tokio 2020: Gold, 100 m Brust Männer
Tokio 2020: Gold, 4 × 100 m Lagen Mixed
Tokio 2020: Silber, 4 × 100 m Lagen Männer
Paris 2024: Silber, 100 m Brust Männer
- Ian Peel – Schießen (0-1-0)
Sydney 2000: Silber, Trap Männer
- John Pelling – Fechten(0-1-0)
Rom 1960: Silber, Degen Team Männer
- Victoria Pendleton – Radsport (2-1-0)
Peking 2008: Gold, Sprint Frauen
London 2012: Gold, Keirin Frauen
London 2012: Silber, Sprint Frauen
- Vane Pennell – Rackets (1-0-0)
London 1908: Gold, Doppel Männer
- Joseph Pepé – Schießen (1-1-0)
Stockholm 1912: Gold, 50 m Kleinkaliber Team Männer
Stockholm 1912: Silber, 25 m Kleinkaliber Team Männer
- Edward Pepper – Turnen (0-0-1)
Stockholm 1912: Bronze, Teammehrkampf Männer
- Iain Percy – Segeln (2-1-0)
Sydney 2000: Gold, Finn-Dinghy Männer
Peking 2008: Gold, Star Männer
London 2012: Silber, Star Männer
- Herbert Perry – Schießen (1-0-0)
Paris 1924: Gold, Laufender Hirsch Team Männer
- Robert Perry – Segeln (0-1-0)
Melbourne 1956: Silber, 5,5-Meter-Klasse Männer
- Percy Peter – Schwimmen (0-0-1)
Antwerpen 1920: Bronze, 4 × 200 m Freistil Männer
- Mary Peters – Leichtathletik (1-0-0)
München 1972: Gold, Fünfkampf Frauen
- Jack Peterson – Hockey (0-1-0)
London 1908: Silber, Männer
- Walter Peterson – Hockey (0-1-0)
London 1908: Silber, Männer
- Isabelle Petter – Hockey (0-0-1)
Tokio 2020: Bronze, Frauen
- Brian Phelps – Wasserspringen (0-0-1)
Rom 1960: Bronze, 10 m Turmspringen Männer
- Richard Phelps – Moderner Fünfkampf (0-0-1)
Seoul 1988: Bronze, Team Männer
- Patrick Philbin – Tauziehen (0-1-0)
London 1908: Silber, Männer
- Asha Philip – Leichtathletik (0-0-2)
Rio de Janeiro 2016: Bronze, 4 × 100 m Frauen
Tokio 2020: Bronze, 4 × 100 m Frauen
- Mark Phillips – Reiten (1-1-0)
München 1972: Gold, Vielseitigkeit Team
Seoul 1988: Silber, Vielseitigkeit Team
- Zara Phillips – Reiten (0-1-0)
London 2012: Silber, Dressur Team
- William Philo – Boxen (0-0-1)
London 1908: Bronze, Mittelgewicht Männer
- Carrie Pickles – Turnen (0-0-1)
Amsterdam 1928: Bronze, Teammehrkampf Frauen
- Thomas Pidcock – Radsport (2-0-0)
Tokio 2020: Gold, Mountainbike Männer
Paris 2024: Gold, Mountainbike Männer
- James Pike – Schießen (1-0-0)
London 1908: Gold, Tontauben Team Männer
- William Pimm – Schießen (2-1-0)
London 1908: Gold, Kleinkaliber Team Männer
Stockholm 1912: Gold, 50 m Kleinkaliber Team Männer
Stockholm 1912: Silber, 25 m Kleinkaliber Team Männer
- Matthew Pinsent – Rudern (4-0-0)
Barcelona 1992: Gold, Zweier ohne Steuermann
Atlanta 1996: Gold, Zweier ohne Steuermann
Sydney 2000: Gold, Vierer ohne Steuermann
Athen 2004: Gold, Vierer ohne Steuermann
- Gordon Pirie – Leichtathletik (0-1-0)
Melbourne 1956: Silber, 5000 m Männer
- Edward Pitblado – Eishockey (0-0-1)
Chamonix 1924: Bronze, Männer
- Frederick Pitman – Rudern (0-1-0)
Stockholm 1912: Silber, Achter Männer
- Emma Pooley – Radsport (0-1-0)
Peking 2008: Silber, Zeitfahren Frauen
- Cyril Porter – Leichtathletik (0-0-1)
Stockholm 1912: Bronze, 3000 m Team Männer
- Gwendoline Porter – Leichtathletik (0-0-1)
Los Angeles 1932: Bronze, 4 × 100 m Frauen
- Walter Porter – Leichtathletik (0-1-0)
Paris 1924: Silber, 3000 m Team Männer
- John Postans – Schießen (1-0-0)
London 1908: Gold, Tontauben Team Männer
- Beth Potter – Triathlon (0-0-2)
Paris 2024: Bronze, Einzel Frauen
Paris 2024: Bronze, Mixed-Staffel
- Jon Potter – Hockey (1-0-1)
Los Angeles 1984: Bronze, Männer
Seoul 1988: Gold, Männer
- Edward Potts – Turnen (0-0-1)
Stockholm 1912: Bronze, Teammehrkampf Männer
- Reginald Potts – Turnen (0-0-1)
Stockholm 1912: Bronze, Teammehrkampf Männer
- Horatio Poulter – Schießen (0-0-2)
Stockholm 1912: Bronze, Armeerevolver Team Männer
Stockholm 1912: Bronze, Beliebige Scheibenpistole Team Männer
- Eric Walter Powell – Rudern (0-0-1)
London 1908: Bronze, Achter Männer
- Charles Power – Hockey (0-1-0)
London 1908: Silber, Männer
- Alfred Powlesland – Cricket (1-0-0)
Paris 1900: Gold, Männer
- Mark Precious – Hockey (0-0-1)
Los Angeles 1984: Bronze, Männer
- William Press – Ringen (0-1-0)
London 1908: Silber, Freistil Bantamgewicht Männer
- David Price – Boxen (0-0-1)
Peking 2008: Bronze, Superschwergewicht Männer
- Lauren Price – Boxen (1-0-0)
Tokio 2020: Gold, Mittelgewicht Frauen
- Reginald Pridmore – Hockey (1-0-0)
London 1908: Gold, Männer
- Richard Priestman – Bogenschießen (0-0-2)
Seoul 1988: Bronze, Team Männer
Barcelona 1992: Bronze, Team Männer
- John Pritchard – Rudern (0-1-0)
Moskau 1980: Silber, Achter Männer
- Michelle Probert-Scutt – Leichtathletik (0-0-1)
Moskau 1980: Bronze, 4 × 400 m Frauen
- Ben Proud – Schwimmen (0-1-0)
Paris 2024: Silber, 50 m Freistil Männer
- Clyde Purnell – Fußball (1-0-0)
London 1908: Gold, Männer
- Zac Purchase – Rudern (1-1-0)
Peking 2008: Gold, Leichtgewichts-Doppelzweier Männer
London 2012: Silber, Leichtgewichts-Doppelzweier Männer
- Noel Purcell – Wasserball (1-0-0)
Antwerpen 1920: Gold, Männer
- Daniel Purvis – Turnen (0-0-1)
London 2012: Bronze, Teammehrkampf Männer

### Q
- William Quash – Fußball (1-0-0)
Paris 1900: Gold, Männer
- Jason Queally – Radsport (1-0-1)
Sydney 2000: Gold, 1000 m Zeitfahren Männer
Sydney 2000: Bronze, Olympischer Sprint Männer
- Samantha Quek – Hockey (1-0-0)
Rio de Janeiro 2016: Gold, Frauen
- Cecil Quentin – Segeln (1-0-0)
Paris 1900: Gold, Über 20 Tonnen Männer
- Carole Quinton – Leichtathletik (0-1-0)
Rom 1960: Silber, 80 m Hürden Frauen

### R
- Samuel Rabin – Ringen (0-0-1)
Amsterdam 1928: Bronze, Freistil Mittelgewicht Männer
- Charlotte Radcliffe – Schwimmen (0-1-0)
Antwerpen 1920: Silber, 4 × 100 m Freistil Frauen
- Peter Radford – Leichtathletik (0-0-2)
Rom 1960: Bronze, 100 m Männer
Rom 1960: Bronze, 4 × 100 m Männer
- Paul Radmilovic – Schwimmen, Wasserball (4-0-0)
London 1908: Gold, 4 × 200 m Freistil Männer
London 1908: Gold, Wasserball Männer
Stockholm 1912: Gold, Wasserball
Antwerpen 1920: Gold, Wasserball Männer
- Godfrey Rampling – Leichtathletik (1-1-0)
Los Angeles 1932: Silber, 4 × 400 m Männer
Berlin 1936: Gold, 4 × 400 m Männer
- Alison Ramsay – Hockey (0-0-1)
Barcelona 1992: Bronze, Frauen
- Hubert Ramsey – Lacrosse (0-1-0)
London 1908: Silber, Männer
- Walter Rangeley – Leichtathletik (0-2-1)
Paris 1924: Silber, 4 × 100 m Männer
Amsterdam 1928: Silber, 200 m Männer
Amsterdam 1928: Bronze, 4 × 100 m Männer
- Thomas Ranken – Schießen (0-3-0)
London 1908: Silber, Laufender Hirsch Männer
London 1908: Silber, Laufender Hirsch Doppelschuss Männer
London 1908: Silber, Laufender Hirsch Team Männer
- Janice Rankin – Curling (1-0-0)
Salt Lake City 2002: Gold, Frauen
- Tom Ransley – Rudern (1-0-1)
London 2012: Bronze, Achter Männer
Rio de Janeiro 2016: Gold, Achter Männer
- Paul Ratcliffe – Kanuslalom (0-1-0)
Sydney 2000: Silber, Einer-Kajak Männer
- George Ratsey – Segeln (0-0-1)
London 1908: Bronze, 8-Meter-Klasse Männer
- Colin Ratsey – Segeln (0-1-0)
Los Angeles 1932: Silber, Star Männer
- Ronald Rawson – Boxen (1-0-0)
Antwerpen 1920: Gold, Schwergewicht Männer
- Ellie Rayer – Hockey (0-0-1)
Tokio 2020: Bronze, Frauen
- Samuel Reardon – Leichtathletik (0-0-2)
Paris 2024: Bronze, 4 × 400 m Mixed
Paris 2024: Bronze, 4 × 400 m Männer
- Samantha Redgrave – Rudern (0-1-0)
Paris 2024: Silber, Vierer ohne Steuerfrau
- Steven Redgrave – Rudern (5-0-1)
Los Angeles 1984: Gold, Vierer mit Steuermann
Seoul 1988: Gold, Zweier ohne Steuermann
Seoul 1988: Bronze, Zweier mit Steuermann
Barcelona 1992: Gold, Zweier ohne Steuermann
Atlanta 1996: Gold, Zweier ohne Steuermann
Sydney 2000: Gold, Vierer ohne Steuermann
- Bernard Redwood – Motorboot (2-0-0)
London 1908: Gold, Klasse B (bis 60 Fuß)Männer
London 1908: Gold, Klasse C (8 m)Männer
- Peter Reed – Rudern (3-0-0)
Peking 2008: Gold, Vierer ohne Steuermann
London 2012: Gold, Vierer ohne Steuermann
Rio de Janeiro 2016: Gold, Achter Männer
- Percy Rees – Hockey (1-0-0)
London 1908: Gold, Männer
- Helen Reeves – Kanuslalom (0-0-1)
Athen 2004: Bronze, Einer-Kajak Frauen
- John Regis – Leichtathletik (0-1-1)
Seoul 1988: Silber, 4 × 100 m Männer
Barcelona 1992: Bronze, 4 × 400 m Männer
- James Reid – Schießen (0-1-0)
Stockholm 1912: Silber, Armeegewehr Team Männer
- Robin Reid – Boxen (0-0-1)
Barcelona 1992: Bronze, Halbmittelgewicht Männer
- Kieran Reilly – Radsport (0-1-0)
Paris 2024: Silber, BMX Freestyle Männer
- Keith Remfry – Judo (0-1-0)
Montréal 1976: Silber, Offene Klasse Männer
- Sharon Rendle – Judo (0-0-1)
Barcelona 1992: Bronze, Halbleichtgewicht Frauen
- George Renwick – Leichtathletik (0-0-1)
Paris 1924: Bronze, 4 × 400 m Männer
- Robert Renwick – Schwimmen (0-1-0)
Rio de Janeiro 2016: Silber, 4 × 200 m Freistil Männer
- Frank Reynolds – Hockey (0-1-0)
London 1948: Silber, Männer
- Martin Reynolds – Leichtathletik (0-1-0)
München 1972: Silber, 4 × 400 m Männer
- John Rhodes – Segeln (1-0-0)
London 1908: Gold, 8-Meter-Klasse Männer
- Jonathan Richards – Segeln (0-0-1)
Los Angeles 1984: Bronze, Flying Dutchman Männer
- Matthew Richards – Schwimmen (2-1-0)
Tokio 2020: Gold, 4 × 200 m Freistil Männer
Paris 2024: Gold, 4 × 200 m Freistil Männer
Paris 2024: Silber, 200 m Freistil Männer
- Tom Richards – Leichtathletik (0-1-0)
London 1948: Silber, Marathon Männer
- Alexander Richardson – Bobsport (0-1-0)
Chamonix 1924: Silber, Viererbob Männer
- Guy Richardson – Rudern (0-1-0)
London 1948: Silber, Achter Männer
- Mark Richardson – Leichtathletik (0-1-1)
Barcelona 1992: Bronze, 4 × 400 m Männer
Atlanta 1996: Silber, 4 × 400 m Männer
- Philip Richardson – Schießen (0-1-0)
London 1908: Silber, Armeegewehr Team Männer
- Helen Richardson-Walsh – Hockey (1-0-0)
Rio de Janeiro 2016: Gold, Frauen
- Kate Richardson-Walsh – Hockey (1-0-0)
Rio de Janeiro 2016: Gold, Frauen
- Lewis Richardson – Boxen (0-0-1)
Paris 2024: Bronze, Halbmittelgewicht Männer
- Kenneth Richmond – Ringen (0-0-1)
Helsinki 1952: Bronze, Freistil Schwergewicht Männer
- Dave Ricketts – Radsport (0-0-1)
London 1948: Bronze, 4000 m Teamverfolgung Männer
- Thomas Riggs – Segeln (0-1-0)
Paris 1924: Silber, 8-Meter-Klasse Männer
- Walter Riggs – Segeln (0-1-0)
Paris 1924: Silber, 8-Meter-Klasse Männer
- John Rimmer – Leichtathletik (0-1-0)
Paris 1900: Silber, 4000 m Hindernis Männer
- Richard Ripley – Leichtathletik (0-0-1)
Paris 1924: Bronze, 4 × 400 m Männer
- Josiah Ritchie – Tennis (1-1-1)
London 1908: Gold, Einzel Männer
London 1908: Silber, Doppel Männer
London 1908: Bronze, Einzel Halle Männer
- Charles Rivett-Carnac – Segeln (1-0-0)
London 1908: Gold, 7-Meter-Klasse Männer
- Frances Rivett-Carnac – Segeln (1-0-0)
London 1908: Gold, 7-Meter-Klasse Männer
- Bill Roberts – Leichtathletik (1-0-0)
Berlin 1936: Gold, 4 × 400 m Männer
- Toby Roberts – Sportklettern (1-0-0)
Paris 2024: Gold, Boulder & Lead Männer
- Archie Robertson – Leichtathletik (2-0-0)
London 1908: Gold, 3200 m Hindernis Männer
London 1908: Gold, 3 Meilen Team Männer
- David Robertson – Golf (0-0-1)
Paris 1900: Bronze, Männer
- Jessica Roberts – Radsport (0-0-1)
Paris 2024: Bronze, Teamverfolgung Frauen
- Leonard Robertson – Rudern (0-1-0)
Montréal 1976: Silber, Achter Männer
- Mark Robertson – Rugby (0-1-0)
Rio de Janeiro 2016: Silber, Männer
- Nathan Robertson – Badminton (0-1-0)
Athen 2004: Silber, Mixed
- Sarah Robertson – Hockey (0-0-1)
Tokio 2020: Bronze, Frauen
- Shirley Robertson – Segeln (2-0-0)
Sydney 2000: Gold, Europe Frauen
Athen 2004: Gold, Yngling Frauen
- Thomas Robertson-Aikman – Curling (1-0-0)
Chamonix 1924: Gold, Männer
- Peter Robeson – Reiten (0-0-2)
Melbourne 1956: Bronze, Springreiten Team
Tokio 1964: Bronze, Springreiten Einzel
- Anthony Robinson – Hockey (0-0-1)
Helsinki 1952: Bronze, Männer
- Frank Robinson – Hockey (0-1-0)
London 1908: Silber, Männer
- John Yate Robinson – Hockey (1-0-0)
London 1908: Gold, Männer
- Sidney Robinson – Leichtathletik (0-1-1)
Paris 1900: Silber, 2500 m Hindernis Männer
Paris 1900: Bronze, 4000 m Hindernis Männer
- William Robinson – Schwimmen (0-1-0)
London 1908: Silber, 200 m Brust Männer
- Laura Robson – Tennis (0-1-0)
London 2012: Silber, Mixed-Doppel
- Hugh Roddin – Boxen (0-0-1)
London 1908: Bronze, Federgewicht Männer
- James Rodwell – Rugby (0-1-0)
Rio de Janeiro 2016: Silber, Männer
- Alexander Rogers – Schießen (0-0-1)
London 1908: Bronze, Laufender Hirsch Männer
- Nick Rogers – Segeln (0-2-0)
Athen 2004: Silber, 470er Männer
Peking 2008: Silber, 470er Männer
- Rebecca Romero – Rudern / Radsport (1-1-0)
Athen 2004: Silber, Doppelvierer Frauen
Peking 2008: Gold, Einzelverfolgung Frauen
- Ernest Roney – Segeln (0-1-0)
Paris 1924: Silber, 8-Meter-Klasse Männer
- Arthur Rook – Reiten (1-0-0)
Melbourne 1956: Gold, Vielseitigkeit Team
- Martyn Rooney – Leichtathletik (0-0-1)
Peking 2008: Bronze, 4 × 400 m Männer
- Justin Rose – Golf (1-0-0)
Rio de Janeiro 2016: Golf, Männer
- George Ross – Turnen (0-0-1)
Stockholm 1912: Bronze, Teammehrkampf Männer
- Auston Rotheram – Polo (0-1-0)
London 1908: Silber, Männer
- Charles Rought – Rudern (0-1-0)
Stockholm 1912: Silber, Vierer mit Steuermann
- Lancelot Royle – Leichtathletik (0-1-0)
Paris 1924: Silber, 4 × 100 m Männer
- Stephen Rowbotham – Rudern (0-0-1)
Peking 2008: Bronze, Doppelzweier Männer
- Mark Rowland – Leichtathletik (0-0-1)
Seoul 1988: Bronze, 3000 m Hindernis Männer
- Joanna Rowsell – Radsport (2-0-0)
London 2012: Gold, Teamverfolgung Frauen
Rio de Janeiro 2016: Gold, Teamverfolgung Frauen
- James Rudkin – Rudern (1-0-1)
Tokio 2020: Bronze, Achter Männer
Paris 2024: Gold, Achter Männer
- Shelley Rudman – Skeleton (0-1-0)
Turin 2006: Silber, Skeleton Frauen
- Courtney Rumbolt – Bob (0-0-1)
Nagano 1998: Bronze, Viererbob Männer
- Arthur Russell – Leichtathletik (1-0-0)
London 1908: Gold, 3200 m Hindernis Männer
- John Russell – Rudern (0-1-0)
Tokio 1964: Silber, Vierer ohne Steuermann
- Greg Rutherford – Leichtathletik (1-0-1)
London 2012: Gold, Weitsprung Männer
Rio de Janeiro 2016: Bronze, Weitsprung Männer
- Walter Rutherford – Golf (0-1-0)
Paris 1900: Silber, Männer
- Amber Rutter – Schießen (0-1-0)
Paris 2024: Silber, Skeet Frauen
- Harry Ryan – Radsport (1-0-1)
Antwerpen 1920: Gold, 2000 m Tandem Männer
Antwerpen 1920: Bronze, Sprint Männer

### S
- John Salisbury – Leichtathletik (0-0-1)
Melbourne 1956: Bronze, 4 × 400 m Männer
- Terence Sanders – Rudern (1-0-0)
Paris 1924: Gold, Vierer ohne Steuermann
- Nicola Sanders – Leichtathletik (0-0-1)
Peking 2008: Bronze, 4 × 400 m Frauen
- Ronald Sanderson – Rudern (1-0-0)
London 1908: Gold, Achter Männer
- Tessa Sanderson – Leichtathletik (1-0-0)
Los Angeles 1984: Gold, Speerwurf Frauen
- William Satch – Rudern (1-0-1)
London 2012: Bronze, Zweier ohne Steuermann
Rio de Janeiro 2016: Gold, Achter Männer
- Leslie Savage – Schwimmen (0-0-1)
Antwerpen 1920: Bronze, 4 × 200 m Freistil Männer
- Goldie Sayers – Leichtathletik (0-0-1)
Peking 2008: Bronze, Speerwurf Frauen
- Mohamed Sbihi – Rudern (1-0-2)
London 2012: Bronze, Achter Männer
Rio de Janeiro 2016: Gold, Vierer ohne Steuermann
Tokio 2020: Bronze, Achter Männer
- Maximilian Sciandri – Radsport (0-0-1)
Atlanta 1996: Bronze, Straßenrennen Männer
- Fred Scarlett – Rudern (1-0-0)
Sydney 2000: Gold, Achter Männer
- Jon Schofield – Kanu (0-1-1)
London 2012: Bronze, Zweier-Kajak 200 m Männer
Rio de Janeiro 2016: Silber, Zweier-Kajak 200 m Männer
- Alec Scott – Reiten (0-0-1)
Berlin 1936: Bronze, Vielseitigkeit Team
- Charles Scott – Lacrosse (0-1-0)
London 1908: Silber, Männer
- Don Scott – Boxen (0-1-0)
London 1948: Silber, Halbschwergewicht Männer
- Duncan Scott – Schwimmen (2-6-0)
Rio de Janeiro 2016: Silber, 4 × 200 m Freistil Männer
Rio de Janeiro 2016: Silber, 4 × 100 m Lagen Männer
Tokio 2020: Gold, 4 × 200 m Freistil Männer
Tokio 2020: Silber, 200 m Freistil Männer
Tokio 2020: Silber, 200 m Lagen Männer
Tokio 2020: Silber, 4 × 100 m Lagen Männer
Paris 2024: Gold, 4 × 200 m Freistil Männer
Paris 2024: Silber, 200 m Lagen Männer
- Giles Scott – Segeln (2-0-0)
Rio de Janeiro 2016: Gold, Finn Dinghy Männer
Tokio 2020: Gold, Finn Dinghy Männer
- Hannah Scott – Rudern (1-0-0)
Paris 2024: Gold, Doppelvierer Frauen
- Ian Scott – Radsport (0-1-0)
London 1948: Silber,  Mannschaftswertung Straße Männer
- Peter Markham Scott – Segeln (0-0-1)
Berlin 1936: Bronze, O-Jolle Männer
- Steven Scott – Schießen (0-0-1)
Rio de Janeiro 2016: Bronze, Doppeltrap Männer
- Jean Scrivens – Leichtathletik (0-1-0)
Melbourne 1956: Silber, 4 × 100 m Frauen
- William Seagrove – Leichtathletik (0-2-0)
Antwerpen 1920: Silber, 3000 m Team Männer
Paris 1924: Silber, 3000 m Team Männer
- Gregory Searle – Rudern (1-0-2)
Barcelona 1992: Gold, Zweier mit Steuermann
Atlanta 1996: Bronze, Vierer ohne Steuermann
London 2012: Bronze, Achter Männer
- Jonathan Searle – Rudern (1-0-1)
Barcelona 1992: Gold, Zweier mit Steuermann
Atlanta 1996: Bronze, Vierer ohne Steuermann
- Cyril Seedhouse – Leichtathletik (0-0-1)
Stockholm 1912: Bronze, 4 × 400 m Männer
- David Segal – Leichtathletik (0-0-1)
Rom 1960: Bronze, 4 × 100 m Männer
- Edgar Seligman – Fechten(0-2-0)
London 1908: Silber, Degen Team Männer
Stockholm 1912: Silber, Degen Team Männer
- John Sewell – Tauziehen (1-1-0)
Stockholm 1912: Silber, Männer
Antwerpen 1920: Gold, Männer
- Blaine Sexton – Eishockey (0-0-1)
Chamonix 1924: Bronze, Männer
- Ethel Seymour – Turnen (0-0-1)
Amsterdam 1928: Bronze, Teammehrkampf Frauen
- Ivor Sharpe – Fußball (1-0-0)
Stockholm 1912: Gold, Männer
- Bryony Shaw – Segeln (0-0-1)
Peking 2008: Bronze, Windsurfen Frauen
- Dorothy Shepherd-Barron – Tennis (0-0-1)
Paris 1924: Bronze, Doppel Frauen
- Gillian Sheen – Fechten(1-0-0)
Melbourne 1956: Gold, Florett Einzel Frauen
- James Shepherd – Tauziehen (2-1-0)
London 1908: Gold, Männer
Stockholm 1912: Silber, Männer
Antwerpen 1920: Gold, Männer
- Imran Sherwani – Hockey (1-0-0)
Seoul 1988: Gold, Männer
- John Sherwood – Leichtathletik (0-0-1)
Mexiko-Stadt 1968: Bronze, 400 m Hürden Männer
- Sheila Sherwood – Leichtathletik (0-1-0)
Mexiko-Stadt 1968: Silber, Weitsprung Frauen
- Dorothy Shirley – Leichtathletik (0-1-0)
Rom 1960: Silber, Hochsprung Frauen
- Rebecca Shorten – Rudern (0-1-0)
Paris 2024: Silber, Vierer ohne Steuerfrau
- Kate Shortman – Synchronschwimmen (0-1-0)
Paris 2024: Silber, Duett Frauen
- Ralph Shove – Rudern (0-1-0)
Antwerpen 1920: Silber, Achter Männer
- Stanley Shoveller – Hockey (2-0-0)
London 1908: Gold, Männer
Antwerpen 1920: Gold, Männer
- Beth Shriever – Radsport (1-0-0)
Tokio 2020: Gold, BMX-Rennen Frauen
- John Sibbit – Radsport (0-1-0)
Amsterdam 1928: Silber, 2000 m Tandem Männer
- George Sime – Hockey (0-1-0)
London 1948: Silber, Männer
- Charles Simmons – Turnen (0-0-1)
Stockholm 1912: Bronze, Teammehrkampf Männer
- George Miéville Simond – Tennis (0-1-0)
London 1908: Silber, Doppel Halle Männer
- Andrew Simpson – Segeln (1-1-0)
Peking 2008: Gold, Star Männer
London 2012: Silber, Star Männer
- Janet Simpson – Leichtathletik (0-0-1)
Tokio 1964: Bronze, 4 × 100 m Frauen
- Tom Simpson – Radsport (0-0-1)
Melbourne 1956: Bronze, 4000 m Teamverfolgung Männer
- Bradly Sinden – Taekwondo (0-1-0)
Tokio 2020: Silber, Federgewicht Männer
- Jane Sixsmith – Hockey (0-0-1)
Barcelona 1992: Bronze, Frauen
- Nick Skelton – Reiten (2-0-0)
London 2012: Gold, Springreiten Team
Rio de Janeiro 2016: Gold, Springreiten Team
- Edward Skilton – Schießen (0-1-0)
Stockholm 1912: Silber, Armeegewehr Team Männer
- Callum Skinner – Radsport (1-1-0)
Rio de Janeiro 2016: Silber, 1000 m Sprint Männer
Rio de Janeiro 2016: Gold, Teamsprint Männer
- George Skinner – Schießen (0-0-1)
London 1908: Bronze, Tontauben Team Männer
- William Slade – Tauziehen (0-0-1)
London 1908: Bronze, Männer
- John Slim – Ringen (0-1-0)
London 1908: Silber, Freistil Federgewicht Männer
- Anna Sloan – Curling (0-0-1)
Sotschi 2014: Bronze, Frauen
- Frederick Smallbone – Rudern (0-1-0)
Montréal 1976: Silber, Achter Männer
- Kathy Smallwood-Cook – Leichtathletik (0-0-3)
Moskau 1980: Bronze, 4 × 100 m Frauen
Los Angeles 1984: Bronze, 400 m Frauen
Los Angeles 1984: Bronze, 4 × 100 m Frauen
- Ada Smith – Turnen (0-0-1)
Amsterdam 1928: Bronze, Teammehrkampf Frauen
- Charles Sydney Smith – Wasserball (3-0-0)
London 1908: Gold, Männer
Stockholm 1912: Gold, Männer
Antwerpen 1920: Gold, Männer
- Colin Smith – Rudern (0-1-0)
Peking 2008: Silber, Achter Männer
- George Smith – Tauziehen (0-1-0)
London 1908: Silber, Männer
- Graeme Smith – Schwimmen (0-0-1)
London 2012: Bronze, 1500 m Freistil Männer
- Herbert Smith – Fußball (1-0-0)
London 1908: Gold, Männer
- Hilda Smith – Turnen (0-0-1)
Amsterdam 1928: Bronze, Teammehrkampf Frauen
- Lawrie Smith – Segeln (0-0-1)
Barcelona 1992: Bronze, Soling Männer
- Louis Smith (Turner) – Turnen (0-2-2)
Peking 2008: Bronze, Pauschenpferd Männer
London 2012: Silber, Pauschenpferd Männer
London 2012: Silber, Teammehrkampf Männer
Rio de Janeiro 2016: Silber, Pauschenpferd Männer
- Martin Smith – Schwimmen (0-0-1)
Moskau 1980: Bronze, 4 × 100 m Lagen Männer
- Mili Smith – Curling (1-0-0)
Peking 2022: Gold, Frauen
- Phylis Smith – Leichtathletik (0-0-1)
Barcelona 1992: Bronze, 4 × 400 m Frauen
- Steve Smith – Leichtathletik (0-0-1)
Atlanta 1996: Bronze, Hochsprung Männer
- Steven Smith – Reiten (0-1-0)
Los Angeles 1984: Silber, Springreiten Team
- Terence Smith – Segeln (0-0-1)
Melbourne 1956: Bronze, Sharpie Männer
- Valentine Smith – Rugby (0-0-1)
Paris 1900: Bronze, Männer
- William Faulder Smith – Hockey (1-0-0)
Antwerpen 1920: Gold, Männer
- Wendy Smith-Sly – Leichtathletik (0-1-0)
Los Angeles 1984: Silber, 3000 m Frauen
- Edward Smouha – Leichtathletik (0-0-1)
Amsterdam 1928: Bronze, 4 × 100 m Männer
- Pat Smythe – Reiten (0-0-1)
Melbourne 1956: Bronze, Springreiten Team
- Rodney Soher – Bob (0-1-0)
Chamonix 1924: Silber, Viererbob Männer
- Barney Solomon – Rugby (0-1-0)
London 1908: Silber, Männer
- Bert Solomon – Rugby (0-1-0)
London 1908: Silber, Männer
- John Somers-Smith – Rudern (1-0-0)
London 1908: Gold, Vierer ohne Steuermann
- Kelly Sotherton – Leichtathletik (0-0-3)
Athen 2004: Bronze, Siebenkampf Frauen
Peking 2008: Bronze, Siebenkampf Frauen
Peking 2008: Bronze, 4 × 400 m Frauen
- Frank Southall – Radsport (0-2-1)
Amsterdam 1928: Silber, Einzelzeitfahren Männer
Amsterdam 1928: Silber, Mannschaftswertung Straße Männer
Los Angeles 1932: Bronze, 4000 m Teamverfolgung Männer
- Monty Southall – Radsport (0-0-1)
Amsterdam 1928: Bronze, 4000 m Teamverfolgung Männer
- Arthur Southern – Turnen (0-0-1)
Stockholm 1912: Bronze, Teammehrkampf Männer
- Leslie Southwood – Rudern (1-0-0)
Berlin 1936: Gold, Doppelzweier Männer
- James Soutter – Leichtathletik (0-0-1)
Stockholm 1912: Bronze, 4 × 400 m Männer
- Fred Spackman – Fußball (1-0-0)
Paris 1900: Gold, Männer
- Charlie Spedding – Leichtathletik (0-0-1)
Los Angeles 1984: Bronze, Marathon Männer
- Annie Speirs – Schwimmen (1-0-0)
Stockholm 1912: Gold, 4 × 100 m Freistil Frauen
- James Spence – Segeln (0-1-0)
London 1908: Silber, 12-Meter-Klasse Männer
- Edward Spencer – Leichtathletik (0-0-1)
London 1908: Bronze, 10 Meilen Gehen Männer
- Andrea Spendolini-Sirieix – Wasserspringen (0-0-1)
Paris 2024: Bronze, 10 m Synchronspringen Frauen
- Frederick Spiller – Boxen (0-1-0)
London 1908: Silber, Leichtgewicht Männer
- Terry Spinks – Boxen (1-0-0)
Melbourne 1956: Gold, Fliegengewicht Männer
- Jamie Staff – Radsport (1-0-0)
Peking 2008: Gold, Teamverfolgung Männer
- Henry Stallard – Leichtathletik (0-0-1)
Paris 1924: Bronze, 1500 m Männer
- Tom Stallard – Rudern (0-1-0)
Peking 2008: Silber, Achter Männer
- Richard Stanhope – Rudern (0-1-0)
Moskau 1980: Silber, Achter Männer
- Heather Stanning – Rudern (2-0-0)
London 2012: Gold, Zweier ohne Steuerfrau
Rio de Janeiro 2016: Gold, Zweier ohne Steuerfrau
- Frederick Stapleton – Wasserball (1-0-0)
Paris 1900: Gold, Männer
- Harry Stapley – Fußball (1-0-0)
London 1908: Gold, Männer
- David Starbrook – Judo (0-1-1)
München 1972: Silber, Halbschwergewicht Männer
Montréal 1976: Bronze, Halbschwergewicht Männer
- Ian Stark – Reiten (0-4-0)
Los Angeles 1984: Silber, Vielseitigkeit Team
Seoul 1988: Silber, Vielseitigkeit Einzel
Seoul 1988: Silber, Vielseitigkeit Team
Sydney 2000: Silber, Vielseitigkeit Team
- Bryan Steel – Radsport (0-0-1)
Sydney 2000: Bronze, 4000 m Teamverfolgung Männer
- Andrew Steele – Leichtathletik (0-0-1)
Peking 2008: Bronze, 4 × 400 m Männer
- Irene Steer – Schwimmen (1-0-0)
Stockholm 1912: Gold, 4 × 100 m Freistil Frauen
- Raymond Stevens – Judo (0-1-0)
Barcelona 1992: Silber, Halbschwergewicht Männer
- Sarah Stevenson – Taekwondo (0-0-1)
Peking 2008: Bronze, über 67 kg Frauen
- Natalie Steward – Schwimmen (0-1-1)
Rom 1960: Silber, 100 m Rücken Frauen
Rom 1960: Bronze, 100 m Freistil Frauen
- Charles Stewart – Schießen (0-0-3)
Stockholm 1912: Bronze, Beliebige Scheibenpistole Männer
Stockholm 1912: Bronze, Beliebige Scheibenpistole Team Männer
Stockholm 1912: Bronze, Armeerevolver Team Männer
- Dennis Stewart – Judo (0-0-1)
Seoul 1988: Bronze, Halbschwergewicht Männer
- Douglas Stewart – Reiten (1-0-0)
Helsinki 1952: Gold, Springreiten Team
- Eve Stewart – Rudern (0-0-1)
Paris 2024: Bronze, Achter Frauen
- Ian Stewart – Leichtathletik (0-0-1)
München 1972: Bronze, 5000 m Männer
- Jock Stewart – Radsport (0-1-0)
Antwerpen 1920: Silber, 4000 m Teamverfolgung Männer
- Ossie Stewart – Segeln (0-0-1)
Barcelona 1992: Bronze, Soling Männer
- Sarah Stewart – Schwimmen (0-1-0)
Amsterdam 1928: Silber, 4 × 100 m Freistil Frauen
- Archie Stinchcombe – Eishockey (1-0-0)
Garmisch-Partenkirchen 1936: Gold, Männer
- Harry Stiff – Tauziehen (1-0-0)
Antwerpen 1920: Gold, Männer
- Crew Stoneley – Leichtathletik (0-1-0)
Los Angeles 1932: Silber, 4 × 400 m Männer
- Etienne Stott – Kanuslalom (1-0-0)
London 2012: Gold, Zweier-Canadier Männer
- Jennifer Stoute – Leichtathletik (0-0-1)
Barcelona 1992: Bronze, 4 × 400 m Frauen
- Karen Straker-Dixon – Reiten (0-1-0)
Seoul 1988: Silber, Vielseitigkeit Team
- Ronald Stretton – Radsport (0-0-1)
Helsinki 1952: Bronze, 4000 m Teamverfolgung Männer
- Shirley Strong – Leichtathletik (0-1-0)
Los Angeles 1984: Silber, 100 m Hürden Frauen
- Douglas Stuart – Rudern (0-0-1)
London 1908: Bronze, Achter Männer
- John Sturrock – Rudern (0-1-0)
Berlin 1936: Silber, Vierer ohne Steuermann
- William Styles – Schießen (1-1-0)
London 1908: Kleinkaliber (verschwindendes Ziel), Gold, Männer
Stockholm 1912: Silber, 25 m Kleinkaliber Team Männer
- Arthur Sulley – Rudern (0-1-0)
Amsterdam 1928: Silber, Achter Männer
- Michael Sullivan – Schießen (0-0-1)
Los Angeles 1984: Bronze, Kleinkaliber liegend Männer
- Henry Sutton – Segeln (1-0-0)
London 1908: Gold, 8-Meter-Klasse Männer
- Polly Swann – Rudern (0-1-0)
Rio de Janeiro 2016: Silber, Achter Frauen
- Sidney Swann – Rudern (1-1-0)
Stockholm 1912: Gold, Achter Männer
Antwerpen 1920: Silber, Achter Männer
- Patrick Sweeney – Rudern (0-1-1)
Montréal 1976: Silber, Achter Männer
Seoul 1988: Bronze, Zweier mit Steuermann
- Thomas Swindlehurst – Tauziehen (0-1-0)
London 1908: Silber, Männer
- Edgar Syers – Eiskunstlauf (0-0-1)
London 1908: Bronze, Paarlauf
- Madge Syers – Eiskunstlauf (1-0-1)
London 1908: Gold, Einzel Frauen
London 1908: Bronze, Paarlauf
- John Symes – Cricket (1-0-0)
Paris 1900: Gold, Männer

### T
- Gerald Tait – Segeln (1-0-0)
London 1908: Gold, 12-Meter-Klasse Männer
- M. W. Talbott – Rugby (0-0-1)
Paris 1900: Bronze, Männer
- Walter Tammas – Tauziehen (0-0-1)
London 1908: Bronze, Männer
- Charlie Tanfield – Radsport (0-1-0)
Paris 2024: Silber, Teamverfolgung Männer
- Vera Tanner – Schwimmen (0-2-0)
Paris 1924: Silber, 4 × 100 m Freistil Frauen
Amsterdam 1928: Silber, 4 × 100 m Freistil Frauen
- Harriet Taylor – Rudern (0-0-1)
Paris 2024: Bronze, Achter Frauen
- Henry Taylor – Schwimmen (3-0-2)
London 1908: Gold, 400 m Freistil Männer
London 1908: Gold, 1500 m Freistil Männer
London 1908: Gold, 4 × 200 m Freistil Männer
Stockholm 1912: Bronze, 4 × 200 m Freistil Männer
Antwerpen 1920: Bronze, 4 × 200 m Freistil Männer
- Howard Taylor – Segeln (1-0-0)
Paris 1900: Gold, 3–10 Tonnen Männer
- Ian Taylor – Hockey (1-0-1)
Los Angeles 1984: Bronze, Männer
Seoul 1988: Gold, Männer
- Henry Taylor – Hockey (0-0-1)
Helsinki 1952: Bronze, Männer
- Leon Taylor – Wasserspringen (0-1-0)
Athen 2004: Silber, 10 m Synchronspringen Männer
- Mark Taylor – Schwimmen (0-0-1)
Moskau 1980: Bronze, 4 × 100 m Lagen Männer
- Georgia Taylor-Brown – Triathlon (1-1-1)
Tokio 2020: Gold, Mixed-Staffel
Tokio 2020: Silber, Einzel Frauen
Paris 2024: Bronze, Mixed-Staffel
- Simon Terry – Bogenschießen (0-0-2)
Barcelona 1992: Bronze, Einzel Männer
Barcelona 1992: Bronze, Team Männer
- Harry Thomas – Boxen (1-0-0)
London 1908: Gold, Bantamgewicht Männer
- Geraint Thomas – Radsport (2-0-0)
Peking 2008: Gold, 4000 m Teamverfolgung Männer
London 2012: Gold, 4000 m Teamverfolgung Männer
- Gordon Thomas – Radsport (0-1-0)
London 1948: Silber,  Mannschaftswertung Straße Männer
- Iwan Thomas – Leichtathletik (0-1-0)
Atlanta 1996: Silber, 4 × 400 m Männer
- Kristian Thomas – Turnen (0-0-1)
London 2012: Bronze, Teammehrkampf Männer
- Daley Thompson – Leichtathletik (2-0-0)
Moskau 1980: Gold, Zehnkampf Männer
Los Angeles 1984: Gold, Zehnkampf Männer
- Don Thompson – Leichtathletik (1-0-0)
Rom 1960: Gold, 50 km Gehen Männer
- Joanne Thompson – Hockey (0-0-1)
Barcelona 1992: Bronze, Frauen
- Gordon Thomson – Rudern (1-1-0)
London 1908: Gold, Zweier ohne Steuermann
London 1908: Silber, Vierer ohne Steuermann
- Ernest Thorne – Tauziehen (1-0-0)
Antwerpen 1920: Gold, Männer
- Thomas Thould – Wasserball (1-0-0)
London 1908: Gold, Männer
- Victoria Thornley – Rudern (0-1-0)
Rio de Janeiro 2016: Silber, Doppelzweier Frauen
- Thomas Thornycroft – Motorboot (2-0-0)
London 1908: Gold, Klasse B (bis 60 Fuß)Männer
London 1908: Gold, Klasse C (8 m)Männer
- Isabelle Thorpe – Synchronschwimmen (0-1-0)
Paris 2024: Silber, Duett Frauen
- Amy Tinkler – Turnen (0-0-1)
Rio de Janeiro 2016: Bronze, Boden Frauen
- William Titt – Turnen (0-0-1)
Stockholm 1912: Bronze, Teammehrkampf Männer
- Robert Tobin – Leichtathletik (0-0-1)
Peking 2008: Bronze, 4 × 400 m Männer
- Montagu Toller – Cricket (1-0-0)
Paris 1900: Gold, Männer
- Anna Toman – Hockey (0-0-1)
Tokio 2020: Bronze, Frauen
- Edward Toms – Leichtathletik (0-0-1)
Paris 1924: Bronze, 4 × 400 m Männer
- Jayne Torvill – Eiskunstlauf (1-0-1)
Sarajewo 1984: Gold, Eistanz
Lillehammer 1994: Bronze, Eistanz
- Lois Toulson – Wasserspringen (0-0-1)
Paris 2024: Bronze, 10 m Synchronspringen Frauen
- Oliver Townend – Reiten (1-0-0)
Tokio 2020: Gold, Vielseitigkeit Team
- David Townsend – Rudern (0-0-1)
Moskau 1980: Bronze, Vierer ohne Steuermann
- Susannah Townsend – Hockey (1-0-1)
Rio de Janeiro 2016: Gold, Frauen
Tokio 2020: Bronze, Frauen
- Steve Trapmore – Rudern (1-0-0)
Sydney 2000: Gold, Achter Männer
- Nicholas Tregurtha – Rugby (0-1-0)
London 1908: Silber, Männer
- Jimmy Tremeer – Leichtathletik (0-0-1)
London 1908: Bronze, 400 m Hürden Männer
- Joe Trevaskis – Rugby (0-1-0)
London 1908: Silber, Männer
- Andrew Triggs Hodge – Rudern (3-0-0)
Peking 2008: Gold, Vierer ohne Steuermann
London 2012: Gold, Vierer ohne Steuermann
Rio de Janeiro 2016: Gold, Achter Männer
- Laura Trott – Radsport (4-0-0)
London 2012: Gold, Omnium Frauen
London 2012: Gold, Teamverfolgung Frauen
Rio de Janeiro 2016: Gold, Omnium Frauen
Rio de Janeiro 2016: Gold, Teamverfolgung Frauen
- Hamish Turnbull – Radsport (0-1-0)
Paris 2024: Silber, Teamsprint Männer
- Oswald Turnbull – Tennis (1-0-0)
Antwerpen 1920: Gold, Doppel Männer
- R.R. Turner – Fußball (1-0-0)
Paris 1900: Gold, Männer
- George Turpin – Boxen (0-0-1)
München 1972: Bronze, Bantamgewicht Männer
- Beth Tweddle – Turnen (0-0-1)
London 2012: Bronze, Stufenbarren Frauen
- Georgie Twigg – Hockey (1-0-0)
Rio de Janeiro 2016: Gold, |Frauen
- Walter Tysall – Turnen (0-1-0)
London 1908: Silber, Einzelmehrkampf Männer
- Alfred Tysoe – Leichtathletik (1-0-0)
Paris 1900: Gold, 800 m Männer

### U
- Chijindu Ujah – Leichtathletik (0-1-0)
Tokio 2020: Silber, 4 × 100 m Männer
- Laura Unsworth – Hockey (1-0-1)
Rio de Janeiro 2016: Gold, Frauen
Tokio 2020: Bronze, Frauen

### V
- Bryn Vaile – Segeln (1-0-0)
Seoul 1988: Gold, Star Männer
- Helen Varcoe – Schwimmen (0-0-1)
Los Angeles 1932: Bronze, 4 × 100 m Freistil Frauen
- Fleetwood Varley – Schießen (0-1-0)
London 1908: Silber, Armeegewehr Team Männer
- Philip Verdon – Rudern (0-1-0)
London 1908: Silber, Zweier ohne Steuermann
- Annabel Vernon – Rudern (0-1-0)
Peking 2008: Silber, Doppelvierer Frauen
- Ethan Vernon – Radsport (0-1-0)
Paris 2024: Silber, Teamverfolgung Männer
- Karl Vernon – Rudern (0-1-0)
Stockholm 1912: Silber, Vierer mit Steuermann
- Stan Vickers – Leichtathletik (0-0-1)
Rom 1960: Bronze, 20 km Gehen Männer
- Charles Vigurs – Turnen (0-0-1)
Stockholm 1912: Bronze, Teammehrkampf Männer
- Emil Voigt – Leichtathletik (1-0-0)
London 1908: Gold, 5 Meilen Männer

### W
- Harold Walden – Fußball (1-0-0)
Stockholm 1912: Gold, Männer
- Michael Walford – Hockey (0-1-0)
London 1948: Silber, Männer
- Bianca Walkden – Taekwondo (0-0-2)
Rio de Janeiro 2016: Bronze, Schwergewicht Frauen
Tokio 2020: Bronze, Schwergewicht Frauen
- Chris Walker-Hebborn – Schwimmen (0-1-0)
Rio de Janeiro 2016: Silber, 4 × 100 m Lagen Männer
- Ian Walker – Segeln (0-2-0)
Atlanta 1996: Silber, 470er Männer
Sydney 2000: Silber, Star Männer
- John Walker – Rudern (0-1-0)
Stockholm 1912: Silber, Achter Männer
- Samuel Walker – Turnen (0-0-1)
Stockholm 1912: Bronze, Teammehrkampf Männer
- Daniel Wallace – Schwimmen (0-1-0)
Rio de Janeiro 2016: Silber, 4 × 200 m Freistil Männer
- Jesse Wallingford – Schießen (0-0-1)
London 1908: Bronze, Schnellfeuerpistole Team Männer
- Joseph Wallis – Rugby (0-0-1)
Paris 1900: Bronze, Männer
- Matthew Walls – Radsport (1-1-0)
Tokio 2020: Gold, Omnium Männer
Tokio 2020: Silber, Madison Männer
- Campbell Walsh – Kanuslalom (0-1-0)
Athen 2004: Silber, Einer-Kajak Männer
- Dean Ward – Bob (0-0-1)
Nagano 1998: Bronze, Viererbob Männer
- William Ward – Segeln (0-0-1)
London 1908: Bronze, 8-Meter-Klasse Männer
- Hugh Wardell-Yerburgh – Rudern (0-1-0)
Tokio 1964: Silber, Vierer ohne Steuermann
- Alan Warren – Segeln (0-1-0)
München 1972: Silber, Tempest Männer
- Michael Warriner – Rudern (1-0-0)
Amsterdam 1928: Gold, Vierer ohne Steuermann
- Peter Waterfield – Wasserspringen (0-1-0)
Athen 2004: Silber, 10 m Synchronspringen Männer
- Wilfred Waters – Radsport (0-0-1)
London 1948: Bronze, 4000 m Teamverfolgung Männer
- Anna Watkins – Rudern (1-0-0)
London 2012: Gold, Doppelzweier Frauen
- Leroy Watson – Bogenschießen (0-0-1)
Seoul 1988: Bronze, Team Männer
- Marcus Watson – Rugby (0-1-0)
Rio de Janeiro 2016: Silber, Männer
- Ernest Webb – Leichtathletik (0-3-0)
London 1908: Silber, 3500 m Gehen Männer
London 1908: Silber, 10 Meilen Gehen Männer
Stockholm 1912: Silber, 10.000 m Gehen Männer
- Hollie Webb – Hockey (1-0-1)
Rio de Janeiro 2016: Gold, Frauen
Tokio 2020: Bronze, Frauen
- Sarah Webb – Segeln (2-0-0)
Athen 2004: Gold, Yngling Frauen
Peking 2008: Gold, Yngling Frauen
- Violet Webb – Leichtathletik (0-0-1)
Los Angeles 1932: Bronze, 4 × 100 m Frauen
- William Webb – Boxen (0-0-1)
London 1908: Bronze, Bantamgewicht Männer
- George Webber – Leichtathletik (0-1-0)
Paris 1924: Silber, 3000 m Team Männer
- Thomas Wedge – Rugby (0-1-0)
London 1908: Silber, Männer
- Francis Weldon – Reiten (1-0-1)
Melbourne 1956: Gold, Vielseitigkeit Team
Melbourne 1956: Bronze, Vielseitigkeit Team
- Allan Wells – Leichtathletik (1-1-0)
Moskau 1980: Gold, 100 m Männer
Moskau 1980: Silber, 200 m Männer
- Henry Wells – Rudern (1-0-0)
Stockholm 1912: Gold, Achter Männer
- Matthew Wells – Rudern (0-0-1)
Peking 2008: Bronze, Doppelzweier Männer
- Robert Wells – Boxen (0-0-1)
Los Angeles 1984: Bronze, Superschwergewicht Männer
- Robin Welsh – Curling (1-0-0)
Chamonix 1924: Gold, Männer
- Harold West – Rudern (0-1-0)
Amsterdam 1928: Silber, Achter Männer
- Josh West – Rudern (0-1-0)
Peking 2008: Silber, Achter Männer
- Kieran West – Rudern (1-0-0)
Sydney 2000: Gold, Achter Männer
- David Westcott – Hockey (0-0-1)
Los Angeles 1984: Bronze, Männer
- Michael Wheeler – Leichtathletik (0-0-1)
Melbourne 1956: Bronze, 4 × 400 m Männer
- George Whitaker – Schießen (0-1-1)
London 1908: Bronze, Tontauben Team Männer
Stockholm 1912: Silber, Trap Team Männer
- John Whitaker – Turnen (0-0-1)
Stockholm 1912: Bronze, Teammehrkampf Männer
- John Whitaker – Reiten (0-1-0)
Los Angeles 1984: Silber, Springreiten Team
- Michael Whitaker – Reiten (0-1-0)
Los Angeles 1984: Silber, Springreiten Team
- Fatima Whitbread – Leichtathletik (0-1-1)
Los Angeles 1984: Bronze, Speerwurf Frauen
Seoul 1988: Silber, Speerwurf Frauen
- Albert White – Radsport (0-1-0)
Antwerpen 1920: Silber, 4000 m Teamverfolgung Männer
- Isabella White – Wasserspringen (0-0-1)
Stockholm 1912: Bronze, Turmspringen Frauen
- Nicola White – Hockey (1-0-0)
Rio de Janeiro 2016: Gold, Frauen
- Reg White – Segeln (1-0-0)
Montréal 1976: Gold, Tornado Männer
- Wilfred White – Reiten (1-0-1)
Helsinki 1952: Gold, Springreiten Team
Melbourne 1956: Bronze, Springreiten Team
- Neil White – Hockey (0-1-0)
London 1948: Silber, Männer
- Nick Whitehead – Leichtathletik (0-0-1)
Rom 1960: Bronze, 4 × 100 m Männer
- Norman Whitley – Lacrosse (0-1-0)
London 1908: Silber, Männer
- Harold Whitlock – Leichtathletik (1-0-0)
Berlin 1936: Gold, 50 km Gehen Männer
- Max Whitlock – Turnen (3-0-3)
London 2012: Bronze, Teammehrkampf Männer
London 2012: Bronze, Pferd Männer
Rio de Janeiro 2016: Gold, Boden Männer
Rio de Janeiro 2016: Gold, Seitpferd Männer
Rio de Janeiro 2016: Bronze, Einzelmehrkampf Männer
Tokio 2020: Gold, Pauschenpferd Männer
- Benjamin Whittaker – Boxen (0-1-0)
Tokio 2020: Silber, Halbschwergewicht Männer
- Claud Whittindale – Rugby (0-0-1)
Paris 1900: Bronze, Männer
- Raymond Whittindale – Rugby (0-0-1)
Paris 1900: Bronze, Männer
- Allen Whitty – Schießen (1-0-0)
Paris 1924: Gold, Laufender Hirsch Team Männer
- Allan Whitwell – Rudern (0-1-0)
Moskau 1980: Silber, Achter Männer
- Kye Whyte – Radsport (0-1-0)
Tokio 2020: Silber, BMX-Rennen Männer
- Ross Whyte – Curling (0-1-0)
Peking 2022: Silber, Männer
- Charles Wiggin – Rudern (0-0-1)
Moskau 1980: Bronze, Zweier ohne Steuermann
- Arthur Wiggins – Rudern (0-1-0)
Stockholm 1912: Silber, Achter Männer
- Bradley Wiggins – Radsport (5-1-2)
Sydney 2000: Bronze, 4000 m Teamverfolgung Männer
Athen 2004: Gold, 4000 m Einzelverfolgung Männer
Athen 2004: Silber, 4000 m Teamverfolgung Männer
Athen 2004: Bronze, Madison Männer
Peking 2008: Gold, Einzelverfolgung Männer
Peking 2008: Gold, 4000 m Teamverfolgung Männer
London 2012: Gold, Einzelzeitfahren Männer
Rio de Janeiro 2016: Gold, Teamverfolgung Männer
- James Wilby – Schwimmen (0-1-0)
Tokio 2020: Silber, 4 × 100 m Lagen Männer
- Rebecca Wilde – Rudern (0-0-1)
Paris 2024: Bronze, Doppelzweier Frauen
- Oliver Wilkes – Rudern (0-0-1)
Paris 2024: Bronze, Vierer ohne Steuermann
- David Wilkie – Schwimmen (1-2-0)
München 1972: Silber, 200 m Brust Männer
Montréal 1976: Gold, 200 m Brust Männer
Montréal 1976: Silber, 100 m Brust Männer
- Cyril Wilkinson – Hockey (1-0-0)
Antwerpen 1920: Gold, Männer
- George Wilkinson – Wasserball (2-0-0)
London 1908: Gold, Männer
Stockholm 1912: Gold, Männer
- Leah Wilkinson – Hockey (0-0-1)
Tokio 2020: Bronze, Frauen
- Thomas Willcocks – Rugby (0-1-0)
London 1908: Silber, Männer
- Amy Williams – Skeleton (1-0-0)
Vancouver 2010: Gold, Skeleton Frauen
- Basil Williams – Eiskunstlauf (0-1-0)
Antwerpen 1920: Silber, Paarlauf
- Bianca Williams – Leichtathletik (0-1-0)
Paris 2024: Silber, 4 × 100 m Frauen
- Edward Williams – Rudern (0-0-1)
London 1908: Bronze, Achter Männer
- Jodie Williams – Leichtathletik (0-0-1)
Paris 2024: Bronze, 4 × 400 m Frauen
- Lauren Williams – Taekwondo (0-1-0)
Tokio 2020: Silber, Mittelgewicht Frauen
- Noah Williams – Wasserspringen (0-1-1)
Paris 2024: Silber, 10 m Synchronspringen Männer
Paris 2024: Bronze, 10 m Turmspringen Männer
- Rob Williams – Rudern (0-1-0)
London 2012: Silber, Leichtgewichts-Vierer ohne Steuermann
- Steve Williams – Rudern (2-0-0)
Athen 2004: Gold, Vierer ohne Steuermann
Peking 2008: Gold, Vierer ohne Steuermann
- Alison Williamson – Bogenschießen (0-0-1)
Athen 2004: Bronze, Einzel Frauen
- Audrey Williamson – Leichtathletik (0-1-0)
London 1948: Silber, 200 m Frauen
- Anthony Willis – Boxen (0-0-1)
Moskau 1980: Bronze, Halbweltergewicht Männer
- Arthur Wilson – Rugby (0-1-0)
London 1908: Silber, Männer
- Emma Wilson – Segeln (0-0-2)
Tokio 2020: Bronze, Windsurfen RS:X Frauen
Paris 2024: Bronze, Windsurfen iQFoil Frauen
- Frank Wilson – Rugby (0-0-1)
Paris 1900: Bronze, Männer
- Harold Wilson – Leichtathletik (0-1-0)
London 1908: Silber, 1500 m Männer
- Herbert Wilson – Polo (1-0-0)
London 1908: Gold, Männer
- James Wilson – Leichtathletik (0-1-1)
Antwerpen 1920: Silber, Querfeldeinlauf Team Männer
Antwerpen 1920: Bronze, 10.000 m Männer
- John Wilson – Rudern (1-0-0)
London 1948: Gold, Zweier ohne Steuermann
- Melanie Wilson – Rudern (0-1-0)
Rio de Janeiro 2016: Silber, Achter Frauen
- Nicola Wilson – Reiten (0-1-0)
London 2012: Silber, Dressur Team
- Nile Wilson – Turnen (0-0-1)
Rio de Janeiro 2016: Bronze, Reck Männer
- Peter Wilson – Schießen (1-0-0)
London 2012: Gold, Doppeltrap Männer
- Pippa Wilson – Segeln (1-0-0)
Peking 2008: Gold, Yngling Frauen
- Spencer Wilton – Reiten (0-1-0)
Rio de Janeiro 2016: Silber, Dressur Team
- Ruth Winch – Tennis (0-0-1)
London 1908: Bronze, Einzel Frauen
- Sarah Winckless – Rudern (0-0-1)
Athen 2004: Bronze, Doppelzweier Frauen
- Percival Wise – Polo (0-0-1)
Paris 1924: Bronze, Männer
- John Wodehouse – Polo (1-1-0)
London 1908: Silber, Männer
Antwerpen 1920: Gold, Männer
- Freddie Wolff – Leichtathletik (0-1-0)
Berlin 1936: Gold, 4 × 400 m Männer
- Arthur Wood – Segeln (1-0-0)
London 1908: Gold, 8-Meter-Klasse Männer
- Harvey Jesse Wood – Hockey (1-0-0)
London 1908: Gold, Männer
- William Wood – Ringen (0-1-0)
London 1908: Silber, Freistil Leichtgewicht Männer
- Oliver Wood – Radsport (0-1-0)
Paris 2024: Silber, Teamverfolgung Männer
- James Woodget – Tauziehen (0-0-1)
London 1908: Bronze, Männer
- Richard Woodhall – Boxen (0-0-1)
Seoul 1988: Bronze, Halbmittelgewicht Männer
- Martyn Woodroffe – Segeln (0-1-0)
Mexiko-Stadt 1968: Silber, 200 m Schmetterling Männer
- Doris Woods – Turnen (0-0-1)
Amsterdam 1928: Bronze, Teammehrkampf Frauen
- Kimberley Woods – Kanuslalom (0-0-2)
Paris 2024: Bronze, Kajak-Einer Frauen
Paris 2024: Bronze, Kajak-Cross Frauen
- Vivian Woodward – Fußball (2-0-0)
London 1908: Gold, Männer
Stockholm 1912: Gold, Männer
- Max Woosnam – Tennis (1-1-0)
Antwerpen 1920: Gold, Doppel Männer
Antwerpen 1920: Silber, Mixed
- Leslie Wormwald – Rudern (1-0-0)
Stockholm 1912: Gold, Achter Männer
- Charlotte Worthington – Radsport (1-0-0)
Tokio 2020: Gold, BMX-Freestyle Frauen
- Cyril Wright – Segeln (1-0-0)
Antwerpen 1920: Gold, 7-Meter-Klasse Mixed
- Dorothy Wright – Segeln (1-0-0)
Antwerpen 1920: Gold, 7-Meter-Klasse Mixed
- John Wright – Boxen (0-1-0)
London 1948: Silber, Mittelgewicht Männer
- Peter Wright – Ringen (0-0-1)
Antwerpen 1920: Bronze, Freistil Leichtgewicht Männer
- Vicky Wright – Curling (1-0-0)
Peking 2022: Gold, Frauen
- Harry Wyld – Radsport (0-0-2)
Paris 1924: Bronze, 50 km Bahnfahren Männer
Amsterdam 1928: Bronze, 4000 m Teamverfolgung Männer
- Lew Wyld – Radsport (0-0-1)
Amsterdam 1928: Bronze, 4000 m Teamverfolgung Männer
- Percy Wyld – Radsport (0-0-1)
Amsterdam 1928: Bronze, 4000 m Teamverfolgung Männer
- Bob Wyman – Eishockey (1-0-0)
Garmisch-Partenkirchen 1936: Gold, Männer
- Ian Wynne – Kanu (0-0-1)
Athen 2004: Bronze, 500 m Einer-Kajak Männer
- Oliver Wynne-Griffith – Rudern (0-1-1)
Tokio 2020: Bronze, Achter Männer
Paris 2024: Silber, Zweier ohne Steuermann

### Y
- Galal Yafai – Boxen (1-0-0)
Tokio 2020: Gold, Fliegengewicht Männer
- John Yallop – Rudern (0-1-0)
Montréal 1976: Silber, Achter Männer
- Elizabeth Yarnold – Skeleton (2-0-0)
Sotschi 2014: Gold, Frauen
Pyeongchang 2018: Gold, Frauen
- Nicole Yeargin – Leichtathletik (0-0-2)
Paris 2024: Bronze, 4 × 400 m Mixed
Paris 2024: Bronze, 4 × 400 m Frauen
- Alex Yee – Triathlon (2-1-1)
Tokio 2020: Gold, Mixed-Staffel
Tokio 2020: Silber, Einzel Männer
Paris 2024: Gold, Einzel Männer
Paris 2024: Bronze, Mixed-Staffel

### Z
- James Zealey – Fußball (1-0-0)
Paris 1900: Gold, Männer